# Río Hatiguanico
El río Hatiguanico es un curso de agua de la isla de Cuba. Discurre por la provincia de Matanzas.

## Descripción
El Hatiguanico, que recoge muchas de las aguas de la ciénaga de Zapata, termina desembocando en la ensenada de la Broa. Aparece descrito en el tercer tomo del Diccionario geográfico, estadístico, histórico, de la isla de Cuba de Jacobo de la Pezuela de la siguiente manera:

Hatiguanico. (rio) De bastante longitud y de gran caudal, pero de curso muy lento. Recoge muchas aguas de la ciénaga de Zapata, cuyo promedio casi ocupa en toda su longitud. Engruésase el caudal del Hatiguanico con la reunion en su curso inferior de los rios Negro y Gonzalo. Este que es el mas importante de los dos, corre muchas leguas al O. formando casi desde su origen en la misma ciénaga una parte del límite que antes separaba los departamentos Central y Occidental; hoy divide á la J. de Cienfuegos de las de Matanzas y Colon. El rio Negro, de mas longitud pero de menos caudal, corre en general al S. O. y se forma tambien de varios brazos que surcan la ciénaga, de los cuales el mas remoto nace con el nombre de Hervidero hácia el principio del terreno firme donde termina por el N. E. la misma ciénaga. Los otros brazos de los dos afluentes del Hatiguanico son los llamados Arroyo Negro, Arroyo Azul, rio de Guererras y brazo de Guazas que corren hácia el N. O., y algunos otros que vienen del N. E. por entre los pedregales que atraviesa el camino de la Habana á Cienfuegos. La orilla derecha del Hatiguanico y del rio Negro son de terreno firme aunque lindan con la ciénaga. El primero desagua por medio de una ámplia boca en el fondo de la vasta ensenada de la Broa.
(Pezuela, 1863, p. 395)